# Haze (2024)
Haze ist ein Filmdrama und Mystery-Horrorfilm von Matthew Fifer. Die Premiere des Films mit Cole Doman in der Hauptrolle erfolgte Ende Mai 2024 beim NewFest.

## Handlung
Joe ist nach Hause in seine Heimatstadt zurückgekehrt und versucht dort, eine feste Anstellung zu finden. Der junge Journalist sucht nach der ganz großen Story und glaubt diese gefunden zu haben. Joe will die ungelösten Todesfälle in der Gegend untersuchen, die seiner Ansicht nach miteinander in Verbindung stehen. Alle acht gestorbenen Männer waren schwul und in einer mittlerweile geschlossenen psychiatrischen Einrichtung untergebracht.

## Produktion
Regie führte Matthew Fifer, der auch das Drehbuch schrieb. Es handelt sich um seinen zweiten Spielfilm nach Cicada von 2020.
Cole Doman spielt in der Hauptrolle den Journalisten Joe. Brian J. Smith, bekannt aus der Fernsehserie Stargate Universe und Filmen wie Matrix Resurrections, spielt Luke, mit dem er regelmäßig Sex hat. In weiteren Rollen sind David Pittu als Mr. Foster, Kirby Denny als Teddy, Annie Golden als Sam und Asher Nevélle als Michael zu sehen.
Mit Kameramann Eric Schleicher arbeitet Fifer bereits für Cicada zusammen.
Die Filmmusik komponierte Andrew Orkin, der zuletzt für die Kriminalkomödie Lucky Grandma von Sasie Sealy und das Filmdrama  The Graduates von Hannah Peterson tätig war.
Die Premiere des Films erfolgte am 31. Mai 2024 beim NewFest. Ende Juni 2024 wird er beim Frameline San Francisco International LGBTQ Film Festival vorgestellt. Ende Juli 2024 wurde er beim Fantasia International Film Festival gezeigt. Im September 2024 wurde Haze beim Nashville Film Festival gezeigt. Im Oktober 2024 wurde der Film beim OUTshine LGBTQ+ Film Festival vorgestellt.